# 沃尔夫冈·鲍迈斯特
沃尔夫冈·鲍迈斯特（德語：Wolfgang Baumeister，1946年11月22日—），德国结构生物学家、生物物理学家，其研究对冷冻电子断层成像技术发展有突出贡献。

## 履历
- 1966-1967 – 就读于明斯特大学；
- 1967-1969 – 就读于波恩大学；
- 1970-1973 – 就读于杜塞尔多夫大学，取得博士学位，
- 1973-1980 – 担任杜塞尔多夫大学生物物理系研究助理；
- 1978 – 获得杜塞尔多夫大学特许任教资格；
- 1981-1982 – 英国剑桥大学卡文迪许实验室物理部海森堡研究员[1]
- 1983-1987 – 任马克斯·普朗克生物化学研究所分子结构生物学研究组组长[1]
- 1984-1987 – 杜塞尔多夫大学兼职教授
- 1987年起 – 慕尼黑工业大学兼职教授
- 1988年起 – 马克斯·普朗克生物化学研究所所长[1]
- 2000年起 – 慕尼黑工业大学物理学院的名誉教授。

此外也是《當代生物學》《显微镜杂志》《结构生物学杂志》《细胞生物学趋势》等学术期刊的编委，也是《生物化学与生物物理研究通讯》总编。

## 荣誉列表
- 1998 – 奥托·瓦尔堡奖章（英语：Otto Warburg Medal）
- 2000 – 巴伐利亚科学与人文学院院士[3]
- 2001 – 利奥波第那科学院院士[4]
- 2003 – 美国文理科学院院士[1]
- 2003 – 路易-让泰奖（英语：Louis-Jeantet Prize）[1]
- 2003 – 伊尔莎与赫尔穆特·沃赫特奖（德语：Ilse-und-Helmut-Wachter-Preis）[5]
- 2005 – 哈维奖[6]
- 2005 – 施莱登奖章（英语：Schleiden Medal）
- 2006 – 恩斯特·谢林奖（英语：Ernst Schering Prize）
- 2008 – 乌特勒支大学比沃特生物分子研究中心（英语：Bijvoet Centre for Biomolecular Research）比沃特奖章[7]
- 2010 – 美国国家科学院院士
- 2018 – 恩斯特·荣格医学金奖（英语：Ernst Jung Prize#Ernst Jung Gold Medal for Medicine）[1]
- 2022 – 亚历山大·霍兰德生物物理学奖（英语：Alexander Hollaender Award in Biophysics）[8]
- 2023 – 罗森斯蒂尔奖（英语：Rosenstiel Award）[9]
- 2025 – 邵逸夫生命科学与医学奖[10]